# Антоније Римљанин
Преподобни Антоније Римљанин (рус. Антоний Римлянин; 1067—1147) је руски православни светитељ, оснивач Новгородског манастира.
Антоније је рођен у Риму око 1067. године. Са 18 година је остао сироче, када се замонашио. Показао је марљивост у проучавању грчког језика, Светог писма и дела Светих отаца. Када је након великог раскола почео прогон Православне цркве од стране Римокатоличке, Антоније је напустио уништени манастир, и 14 месеци се непрекидно молио на једној стени на мору. По предању, та стена се откинула и Антоније је на чудесан начин преко Средоземног мора, реке Неве, језера Ладога и Волкхов, до Новгорода. Тамо је заједно са епископом града Новгорода Никитом основао манастир посвећен Рођењу Пресвете Богородице.
Антоније је дуго био игуман тога манастира. Умро је 1147. године.
Православна црква прославља преподобног Антонија 3. августа по јулијанском календау.